# 京都府道325号笠置公園線
京都府道325号笠置公園線（きょうとふどう325ごう かさぎこうえんせん）は、京都府相楽郡笠置町を通る一般府道である。

## 概要
相楽郡笠置町大字笠置の京都府立笠置山自然公園と麓とをつなぐ。起点は有料の駐車場の入り口となっている、駐車場の反対側に町道が伸びており、町道はゴルフ場の前を通り県境を越えたところで京都府道・奈良県道4号笠置山添線に接続する。

### 路線データ
- 起点：相楽郡笠置町大字笠置（笠置山前）
- 終点：相楽郡笠置町大字笠置（登山口交差点、京都府道・奈良県道4号笠置山添線交点）

## 地理

### 通過する自治体
- 相楽郡笠置町

### 交差する道路
| 交差する道路                    | 交差する場所 | 交差する場所        |
| ------------------------------- | ------------ | ------------------- |
| 笠置山古道                      | 大字笠置     | 起点                |
| 京都府道・奈良県道4号笠置山添線 | 大字笠置     | 登山口交差点 / 終点 |

### 沿線
- 笠置山
- もみじ公園
- 笠置山寺
- 毘沙門天堂
- 行宮遺址
- 笠置郵便局